# (9023) Mnesthée
(9023) Mnesthée, désignation internationale (9023) Mnesthus, est un astéroïde troyen jovien.

## Description
(9023) Mnesthée est un astéroïde troyen jovien, camp troyen, c'est-à-dire situé au point de Lagrange L5 du système Soleil-Jupiter. Il présente une orbite caractérisée par un demi-grand axe de 5,232 UA, une excentricité de 0,063 et une inclinaison de 23,9° par rapport à l'écliptique.
Il est nommé en référence au personnage de la mythologie grecque Ménesthée, acteur du conflit légendaire de la guerre de Troie.

## Compléments